# Sidney Howard
Ne doit pas être confondu avec Sydney Howard (1884-1946), acteur britannique
Sidney Howard est un dramaturge, metteur en scène et scénariste américain, né Sidney Coe Howard à Oakland (Californie) le 26 juin 1891, mort accidentellement à Tyringham (Massachusetts) le 23 août 1939.

## Biographie
Diplômé en 1915 de l'Université de Californie (Berkeley), Sidney Howard apprend ensuite l'art de l'écriture à l'Université Harvard de Cambridge (Massachusetts), avant de s'enrôler dans l'armée et d'aller combattre en France et dans les Balkans lors de la Première Guerre mondiale. Démobilisé, il commence une carrière de dramaturge, durant laquelle il écrit des pièces originales mais aussi, comme il est polyglotte, adapte des pièces et romans étrangers, notamment du français Charles Vildrac. Sa première pièce jouée au théâtre à Broadway est Swords en 1921, la dernière (de son vivant) en 1939 étant They knew what they wanted (datant de 1924, créée à Broadway cette même année, et pour laquelle il gagne l'année suivante le prix Pulitzer). Cette pièce primée sera adaptée au cinéma en 1928, 1930 et une dernière fois en 1940, puis donnera lieu à une comédie musicale sous le titre The Most Happy Fella (en), créée à Broadway en 1956, dont Frank Loesser est l'auteur de la musique, du livret et des lyrics. Mentionnons également Les Sentiers de la gloire (Paths of Glory), pièce de 1935, d'après le roman éponyme de Humphrey Cobb, ce dernier également adapté au cinéma en 1957 par Stanley Kubrick. Et notons qu'Howard sera metteur en scène à Broadway de deux de ses pièces (Lucky Sam McCarver en 1925 et Ode to Liberty en 1934-1935).
Outre celle pré-citée, plusieurs de ses pièces seront adaptées au cinéma. Lui-même y contribuera et travaillera à Hollywood. En dépit de ses sympathies politiques de gauche bien connus (il a soutenu William Foster, le candidat du Parti communiste à la présidence, en 1932), il devint l'un des scénaristes les plus côtés d'Hollywood. Le premier film dont il écrit le scénario sort en 1929. Son avant-dernière contribution scénaristique sera l'adaptation du roman de Margaret Mitchell, Autant en emporte le vent (Gone with the Wind), pour le film mythique sorti en 1939, année de sa mort accidentelle, (écrasé par son tracteur dans son garage) et qui lui vaudra un Oscar à titre posthume. Le dernier film pour lequel il collabore au scénario sort l'année suivante, en 1940.

## Théâtre
(pièces à Broadway)
- 1921 : Swords, avec Charles Waldron ;
- 1923 : Casanova, adaptation de la pièce de Lorenzo De Azertis, avec Ernest Cossart ;
- 1924 : Bewitched, coécrite par Edward Sheldon, avec Florence Eldridge ;
- 1924-1925 : They knew what they wanted, avec Richard Bennett (adaptée au cinéma en 1940) ;
- 1925 : Lucky Sam McCarver (+ mise en scène), avec John Cromwell ;
- 1925 : La Dernière Nuit de Don Juan (Last Night of Don Juan), adaptation de la pièce d'Edmond Rostand, avec Violet Kemble-Cooper, Stanley Logan, Henry O'Neill, Edgar Stehli ;
- 1926-1927 : Ned McCobb's Daughter, avec Margalo Gillmore, Alfred Lunt, Edward G. Robinson ;
- 1926-1927 : The Silver Cord, mise en scène par John Cromwell, avec Laura Hope Crews, Elisabeth Risdon (adaptée au cinéma en 1933) ;
- 1928 : Salvation, coécrite par Charles MacArthur ;
- 1928 : Olympia, adaptation de la pièce de Ferenc Molnár, avec Fay Compton, Ian Hunter ;
- 1929-1930 : Half Gods, avec Mayo Methot ;
- 1930 : Marseilles, d'après la Trilogie marseillaise de Marcel Pagnol, avec Guy Kibbee, Alison Skipworth ;
- 1932-1933 : The Late Christopher Bean, d'après René Fauchois, avec Beulah Bondi, Walter Connolly, George Coulouris ;
- 1933 : Alien Cord, avec Luther Adler, Katharine Cornell (+ productrice), Charles Waldron ;
- 1934 : Yellow Jack, coécrite par Paul De Kruif, avec Eduardo Ciannelli, Lloyd Gough, Robert Keith, Sam Levene, Barton MacLane, Millard Mitchell, James Stewart ;
- 1934-1935 : Dodsworth, d'après le roman de Sinclair Lewis, avec Charles Halton, Walter Huston, Fay Bainter, Kent Smith, Frederick Worlock (adaptée au cinéma en 1936 : voir ci-après) ;
- 1934-1935 : Ode to Liberty (+ mise en scène), d'après Liberté provisoire de Michel Duran, avec Walter Slezak ;
- 1935 : Les Sentiers de la gloire (Paths to Glory), d'après le roman de Humphrey Cobb, avec Edgar Barrier, Jerome Cowan, George Tobias ;
- 1937-1938 : The Ghost of Yankee Doodle, mise en scène par John Cromwell, avec Ethel Barrymore ;
- 1939 : They knew what they wanted, reprise, avec Douglass Montgomery.

## Filmographie
(comme scénariste)
- 1929 : Bulldog Drummond de F. Richard Jones
- 1929 : Condamné (Condemned!) de Wesley Ruggles
- 1930 : Une femme à aimer (A Lady to love) de Victor Sjöström
- 1930 : Raffles de George Fitzmaurice
- 1931 : Arrowsmith de John Ford
- 1931 : One Heavenly Night de George Fitzmaurice
- 1932 : Les Grecs avaient un nom pour elles (The Greeks Had a Word for Them) de Lowell Sherman
- 1936 : Jeunesse perdue (Dodsworth) de William Wyler (d'après sa pièce pré-citée)
- 1937 : Le Prisonnier de Zenda (The Prisoner of Zenda) (coscénariste, non crédité) de John Cromwell
- 1939 : Raffles, gentleman cambrioleur (Raffles) (coscénariste) de Sam Wood
- 1939 : Autant en emporte le vent (Gone with the Wind) de Victor Fleming, George Cukor et Sam Wood
- 1940 : Et l'amour vint... (He Stayed for Breakfast) (coscénariste) de Alexander Hall

## Récompenses et distinctions
- 1925 : Prix Pulitzer, catégorie Drame, pour They knew what they wanted (1924) ;
- 12e cérémonie des Oscars 1939 : Oscar du meilleur scénario adapté, à titre posthume, pour Autant en emporte le vent (Gone with the Wind).